# Ballalasamudra, Hosadurga
Ballalasamudra là một làng thuộc tehsil Hosadurga, huyện Chitradurga, bang Karnataka, Ấn Độ.